# Walter Joss
Walter Joss (* 4. November 1875 in Bern; † 24. März 1915 ebenda) war ein Schweizer Architekt und Hochschullehrer.

## Werdegang
Walter Joss erhielt nach der Maturität 1894 am Freien Gymnasium Bern im Baugeschäft seines Onkels in Worb eine erste Ausbildung, bevor er ab 1896 bis 1898 an der Königlichen Württembergischen Baugewerkeschule Stuttgart studierte. Anschließend studierte er bis 1901 an der TH Stuttgart, bei Gustav Halmhuber, und der TH Karlsruhe, u. a. bei Josef Durm und Carl Schäfer. Zwischen 1899 und 1900 arbeitete Joss bei Curjel & Moser in Karlsruhe. 1906 gründete er ein Architekturbüro in Bern, tat sich 1907 mit Hans Klauser (1880–1968) zusammen. 1907 bis 1909 lehrte er am Technikum Burgdorf.
Walter Joss war 1908 Mitbegründer des BSA war und Mitglied der GSMBA (Gesellschaft schweizerischer Maler, Bildhauer und Architekten) sowie des Heimatschutzes.
Joss starb, nachdem er im Ersten Weltkrieg als Offizier acht Monate Feldwachdienst abgeleistet hatte, unerwartet an einer Blinddarmentzündung.

## Bauten

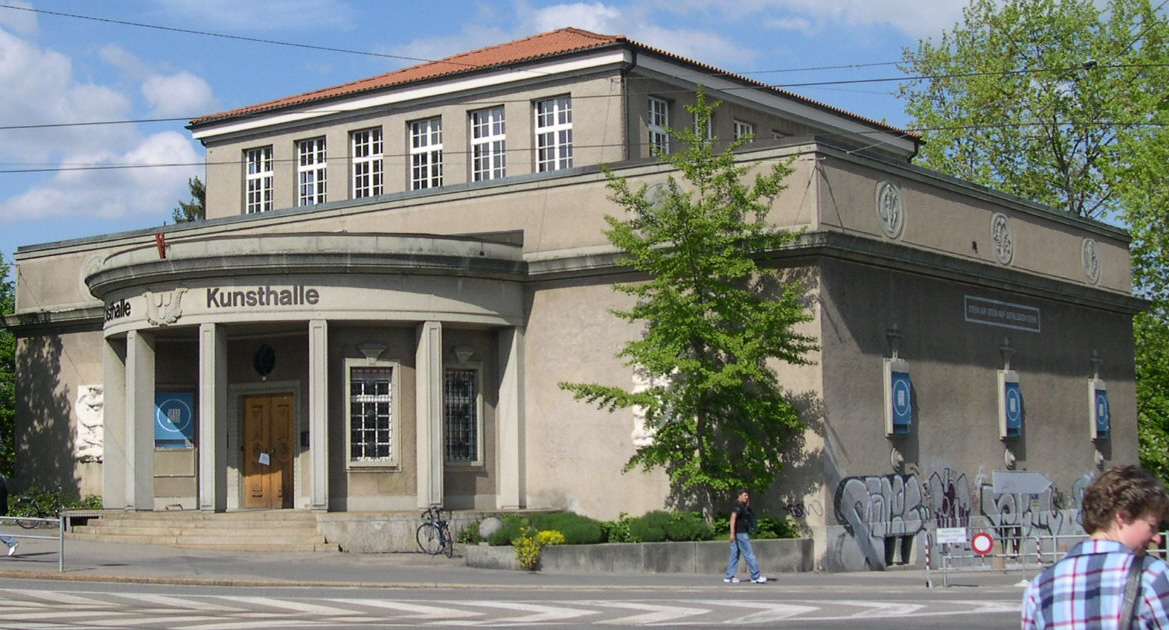
Kunsthalle Bern

Er baute auch Villen in Kirchenfeld, Länggasse und Mattenhof.
als Mitarbeiter bei Curjel & Moser:
- Villa Hermon[2]
- 1902–1905: Pauluskirche Bern

Eigene Bauten:
- 1904: Wohnhaus–Habsburgerstrasse, Bern[3]
- 1908: Nationalbankgebäude Bern
- 1914: Hauptarchitekt der Schweizerischen Landesausstellung mit Eduard Joos und Wilhelm Bracher

Joss & Klauser:
- 1907–1910: Kraftwerk Kandergrund
- 1909–1912: Alte Rheinbrücke Rheinfelden mit Robert Maillart
- 1912: Brücke Laufenburg
- 1911–1912: Schulhaus Oftringen
- 1911–1913: Breitfeldschulhaus Bern[4][5]
- 1912–1913: Zunfthaus zur Schmieden mit dem Kaufhaus Grosch & Greiff[6]
- 1914–1916: Kantonalbank Biel mit E. Klingelfuß[7]
- 1917–1918: Kunsthalle Bern (Entwurf: 1911, postum errichtet)
- 1928–1930: Lorrainebrücke, Bern mit Robert Maillart (Entwurf: 1910, postum errichtet)
- Gesellschaftshaus zu Schmieden

## Ehemalige Mitarbeiter
- Eduard Lanz